# Accidental Accidents
Accidental accidents è un cortometraggio comico muto del 1924 diretta da Leo McCarey con protagonista Charley Chase.
Il film fu distribuito il 9 novembre 1924.
È considerato un film perduto: solo 2 dei 9 minuti di durata sono disponibili.